# Byczów
Byczów [pronunciación en polaco: /ˈbɨt͡ʂuf/] es un pueblo ubicado en el municipio (gmina) de Pińczów, en el distrito de Pińczów, voivodato de Świętokrzyskie (Polonia). Según el censo de 2011, tiene una población de 70 habitantes.
Está situado aproximadamente a 14 kilómetros al sur de Pińczów y a 53 kilómetros al sur de la capital regional, Kielce.